# 利拉雅欣
利拉雅欣（1957年3月26日—），马来西亚从政者，为巫统党员。他曾于2008年马来西亚大选以来代表国民阵线当选为森美兰仁保的国会议员，随后于2013年马来西亚大选转攻巴弄州席并成功当选。他也曾经担任斯汀（1995年至2008年）和峇都基基（1986年至1995年，已废除）州议员。